# 奥托·海因里希·伊格尔斯特伦

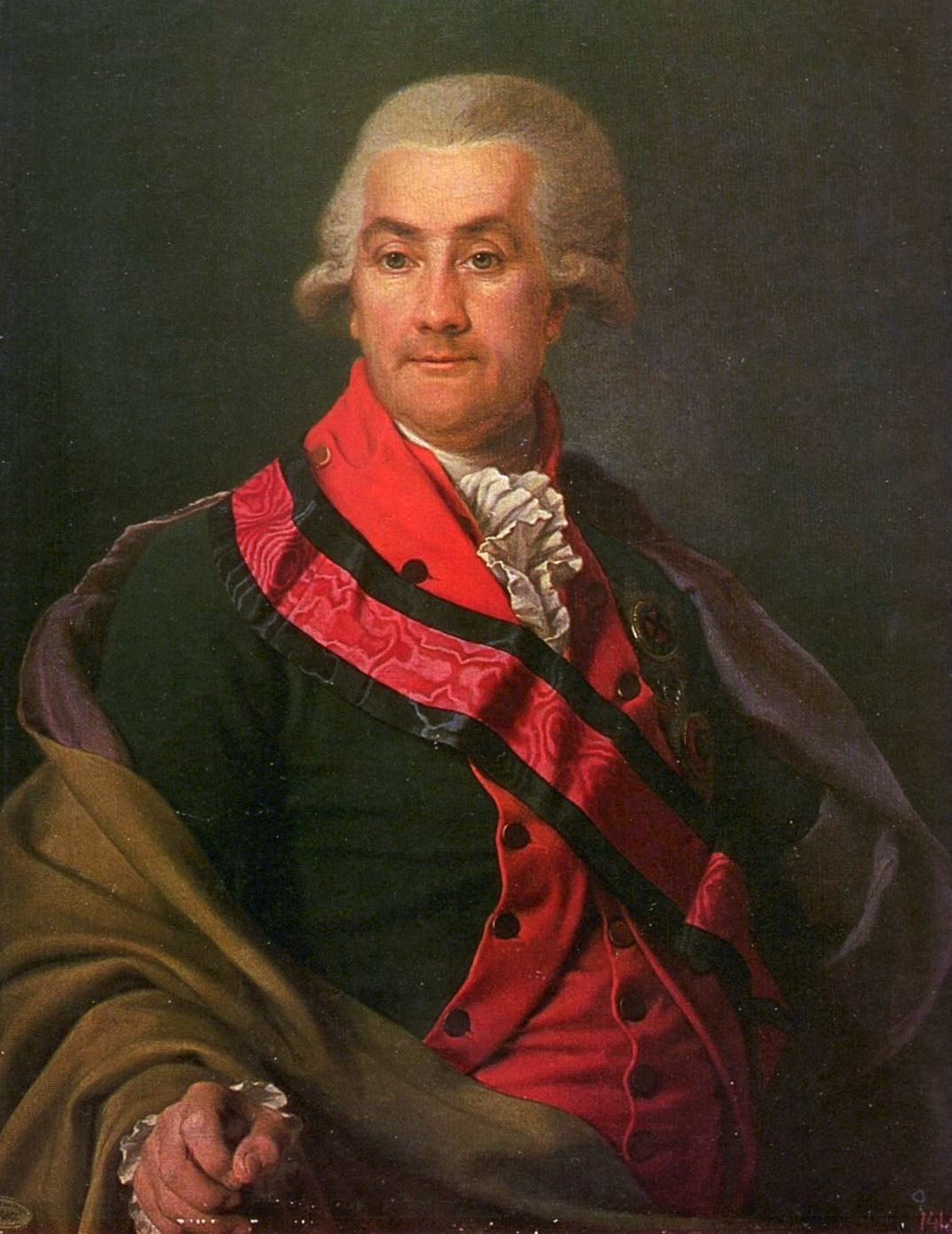
伊格尔斯特伦将军像，德米特里·列维茨基繪

奥托·海因里希·伊格尔斯特伦伯爵（瑞典語：Otto Henrik Igelström）（1737年5月7日—1823年2月18日，逝世於現今立陶宛的加尔斯登），俄语名约瑟夫·安德烈耶维奇·伊格尔斯特伦（俄語：Иосиф Андреевич Игельстрем），是一位出身于瑞典贵族家族伊格尔斯特伦家族的俄罗斯将领。
奥托·海因里希·伊格尔斯特伦是利沃尼亚省男爵Landmarschall（国家元帅）古斯塔夫·亨里克·伊格尔斯特伦与玛格丽特·伊丽莎白·冯·阿尔贝迪尔的儿子，在里加和德国受教。在1753年被选入俄军服役，曾参与第五次俄土战争。在1777年成为尤尼皮哈领地（德語：Unnipicht）领主，并在1781年成为利沃尼亚的梅里领地（德語：Meyershof）（现在的爱沙尼亚诺-巴里什）领主。在1784年他领导克里米亚的俄军，并将末代克里米亚汗沙信·基雷带到监狱。在1788年至1790年参与俄瑞战争，并受命在1790年代表俄罗斯帝国签署韦莱雷条约。自1790年成为芬兰军团将军和司令。自1784年至1792年成为西伯利亚省和乌法省省长，1792年他被赐予波兰贵族称号，并任命为普斯科夫省省长，并在1793年任命为基辅省和切尔尼戈夫省省长。在1794年被任命为驻华沙大使和驻波俄军司令。因其镇压华沙起义失败，他自1796年被降等为步兵将军。保罗一世在1797年命他以步兵将军的身份服役，并任命他自1797年起为奥伦堡省省长。伊格尔斯特伦在1798年辞职，于1823年逝世。